# Domo Chemicals
DOMO Chemicals ist ein sachsen-anhaltisches Chemieunternehmen mit Sitz in Leuna. Das Unternehmen ist eine Tochter der belgischen DOMO Investment Group. DOMO Chemicals hat sich auf die Polyamid-Produktion spezialisiert.

## Geschichte
Die DOMO-Gruppe produzierte seit 1991 Teppiche und Garne im belgischen Gent. Im Jahr 1994 wurde der Caprolactam-Bereich der Leunawerke durch DOMO übernommen, woraus sich DOMO Chemicals bildete. Am Standort Leuna werden weiterhin Polyamid-6-Granulat und -Harze hergestellt und zusammen mit verschiedenen Nebenprodukten wie Caprolactam, Ammoniumsulfat, Cumol, Aceton und Cyclohexanon vertrieben. Im Jahr 2014 wurden rund 170.000 Tonnen Caprolactam in Leuna synthetisiert. Der Geschäftsbereich Engineering Plastics ist für die Veredelung von Polyamid-6 zu verschiedenen technischen Kunststoffen verantwortlich. Die Sparte entstand 2002 und wurde durch die Übernahme des Teppich-Recyclingwerks Polyamid 2000 aus dem brandenburgischen Premnitz im Jahr 2004 ausgeweitet. Weiterhin erfolgte 2014 die Übernahme der italienischen CFP Flexible Packaging SpA, einem Produzenten von Polyamid-6-Folien für die Verpackungsindustrie. Im Januar 2020 schloss DOMO die Übernahme des europäischen Hochleistungs-Polyamid-Geschäfts von Solvay ab. Dieses Geschäft beinhaltete die Betriebe der technischen Kunststoffe in Frankreich und Polen, den Betrieb der Hochleistungsfasern in Frankreich und den Betrieb der Polyamid-6.6-Granulate und -Harze sowie der Zwischenprodukte Hexamethylendiamin und Adipinsäure in Frankreich, Spanien und Polen.